# 바이니야굽타
바이니야굽타(산스크리트어: वैन्यगुप्त)는 굽타 제국의 덜 알려진 통치자 중 한 명이다.
그는 날란다에서 발견된 파편화된 점토 봉인과 굽타기 188년(서기 507년)으로 거슬러 올라가는 구나이가르 동판 비문으로 알려져 있다. R. C. 마줌다르는 그를 푸루굽타의 아들로 간주한다. 날란다 파편화된 점토 봉인에서는 그가 마하라자디라자이자 파라마바가바타(비슈누의 독실한 숭배자)로 언급되어 있으며, 구나이가르 동판 비문에서는 그가 마하라자이자 바가반 마하데바 파다누드야토(시바의 헌신자)로 언급되어 있다.
바이니야굽타는 그의 통치 기간인 서기 500년에서 508년 사이에 카시 비슈와나트 사원을 처음 건설했다.

## 식별
역사학자들은 바이니야굽타 시대의 날란다 점토 봉인, 구나이가르 동판, 주화를 발견한 후 바이냐굽타에 대해 알게 되었다. 유물에는 그의 아버지나 할아버지의 이름이 포함되어 있지 않다. R.C. 마줌다르에 따르면, 바이니야굽타의 아버지는 푸루굽타였다. 구나이가르 동판은 바이냐굽타가 구나이가르의 불교 수도원에 땅을 기증했다고 언급한다. 마줌다르와 D.C. 강굴리 등은 구나이가르 동판에 언급된 바이니야굽타가 굽타 제국의 통치자였던 날란다 점토 봉인의 바이니야굽타와 동일하다고 생각한다. 그러나 구나이가르 동판의 바이니야굽타는 시바의 신자이고 날란다 봉인의 바이니야굽타는 비슈누의 신자이다.

## 치세
바이니야굽타는  507년c.에 즉위했다. 날란다 인장에 따르면, 그의 칭호는 마하라자디라자였다. 그러나 구나이가르 판에 따르면, 그의 칭호는 단순히 마하라자였다.

## 참고 문헌
- Agarwal, Ashvini (1989), 《Rise and Fall of the Imperial Guptas》, Motilal Banarsidass, ISBN 9788120805927
- Ganguly, Dilip Kumar (1987), 《The Imperial Guptas and Their Times》, Abhinav Publications, ISBN 9788170172222